# Коттон-джин

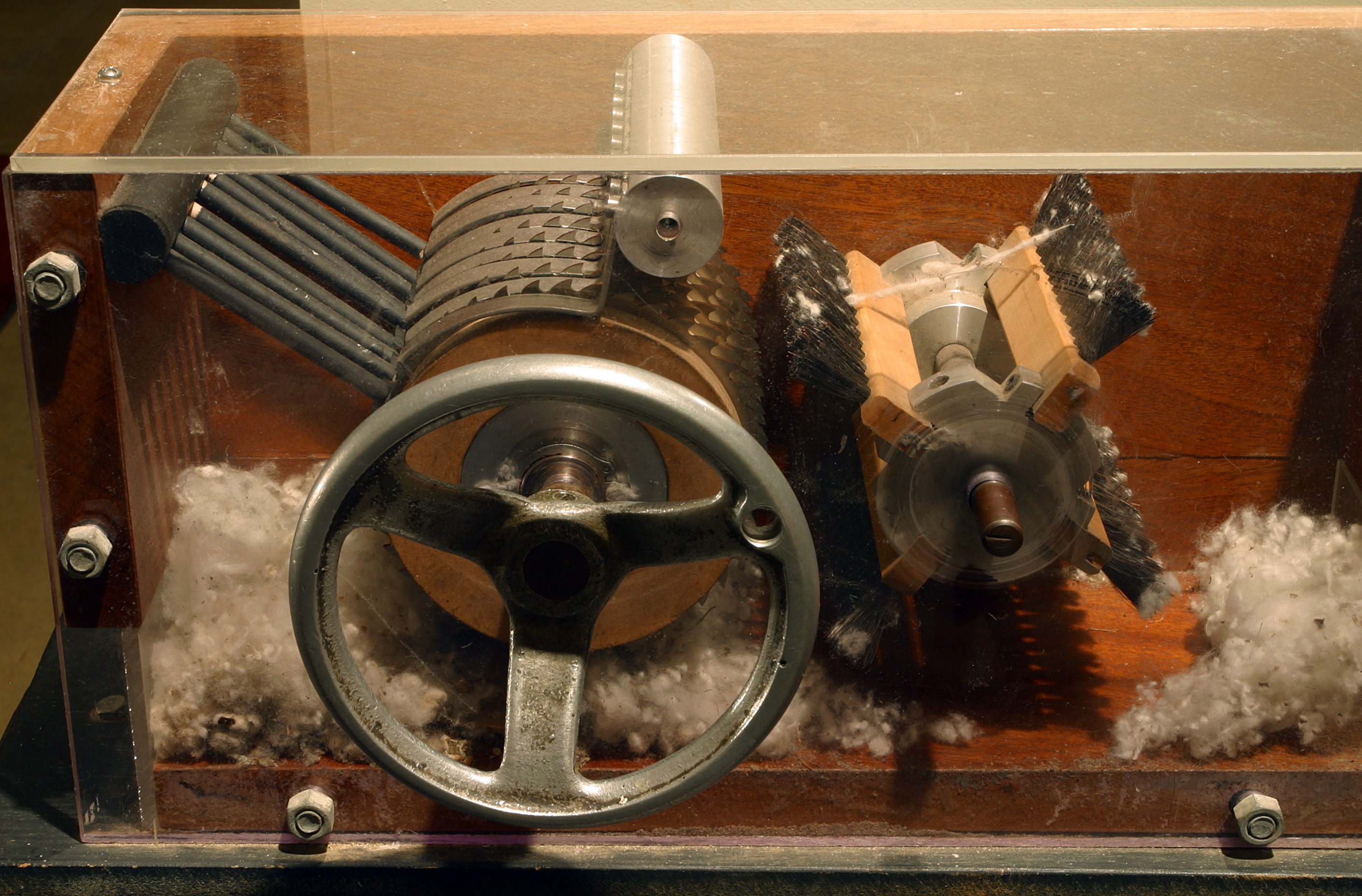
Модель коттон-джину 19-го століття в музеї Елі Вітні у Хамдені, Коннектикут.

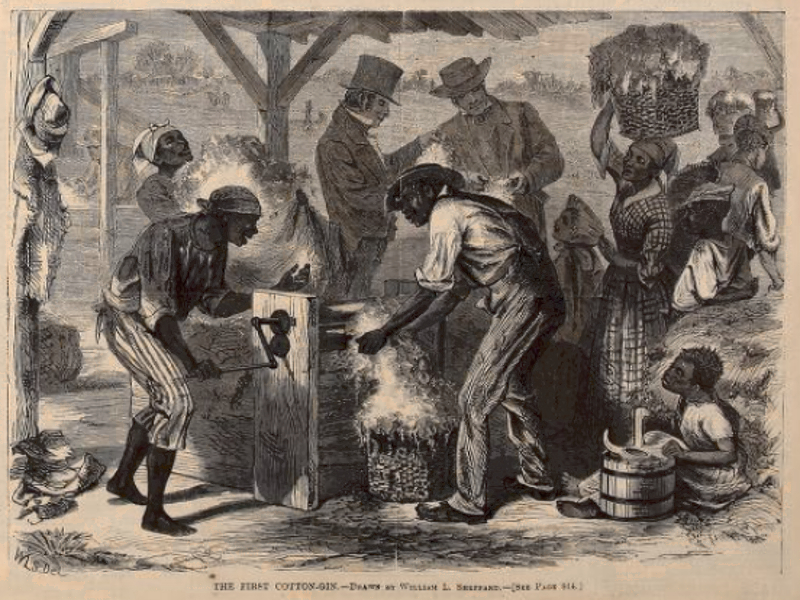
«Перший коттон-джин», гравюра з Harper's Magazine, 1869.

Коттон-джин (англ. cotton gin, скор. від cotton engine — «бавовняна машина») — машина, що дозволяє швидко та просто відділити волокна бавовни від насіння, значно підвищуючи продуктивність праці порівняно з ручним відділенням. Волокна потім використовуються для виробництва різноманітної текстильної продукції, а насіння може бути сировиною для бавовняної олії.

## Історія

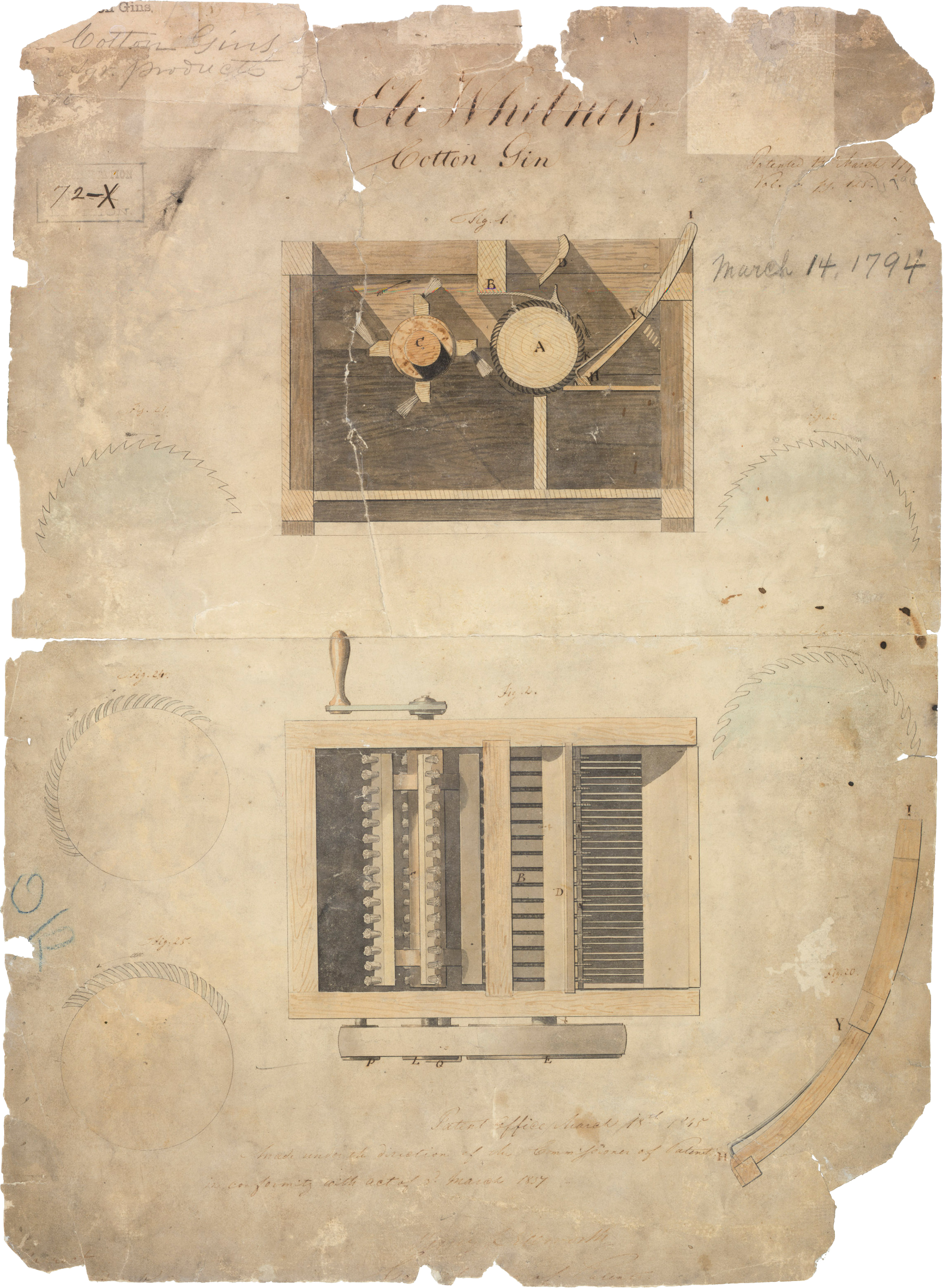
Оригінальний патент Елі Уітні номер 72X, датований 14 березня 1794 року.

Перші механізми, що використовувалися для обробки (тіпання) бавовни, являли собою дерев'яний або залізний валик і плаский камінь або шматок дерева. Найстаріші згадки про механізм такого типу були знайдені у печері в індійському штаті Махараштра і відносяться до 5-го століття нашої ери.
Перший механічний апарат сучасного типу був створений американським винахідником Елі Вітні в 1793 і запатентований в 1794. Коттон-джин Вітні складався з металевої сітки, гачків на дерев'яних циліндрах, що обертались та підчіпляли волокна і протягували їх крізь сітку, і щіток, що прибирали лінт. Сітка являла собою натягнуті паралельно дроти, відстань між якими була замала, щоб насіння могло через неї пройти. Ця модель могла обробляти до 23 кг бавовни на день.

## Значення
Винахід Вітні дозволив сильно наростити прибутковість вирощування бавовни, що сприяло різкому збільшенню виробництва бавовняного волокна, особливо у південних штатах. Тільки між 1830 і 1850 роками виробництво бавовни виросло з 750 тисяч до 2,85 мільйонів тюків.
Але з іншого боку, збільшення масштабів виробництва потребувало великої кількості робочої сили, що сприяло розквіту работоргівлі і плантацій. Якщо в 1790 році на виробництві бавовни було задіяно 700 000 рабів, то у 1850 році їх число зросло до 3,2 мільйона. У 1860 році дві третини усього світового виробництва бавовни припадало на рабську працю. Залежність півдня США від рабства стало однією з причин конфлікту між південними і північними штатами, що вилилися у громадянську війну в США.